# Font Estramar
La font Estramar, ou fontaine de Salses, est une exsurgence située au pied des Corbières maritimes sur le territoire de la commune de Salses-le-Château, dans les Pyrénées-Orientales. Elle est l'une des deux exsurgences alimentant l'étang de Leucate.
La font Estramar est la résurgence la plus profonde explorée en plongée humaine au monde. En 2023, elle est le cinquième plus profond siphon naturel dans le monde. 
Il est important de rappeler que le gouffre se situe sur une propriété privée et qu'il est interdit d'y accéder sans l'accord du propriétaire.

## Toponymie
Le nom générique « font » signifie source. Le nom de la font Estramar vient de « Font Extrema », en référence à sa situation à l'extrême limite du territoire de la commune de Salses-le-Château.

## Spéléométrie
La dénivelée de la cavité est de 312 mètres, pour un développement de 2 900 mètres. La cavité est totalement noyée et seulement accessible aux plongeurs équipés de scaphandres autonomes et rompus aux techniques de la plongée souterraine.

## Géologie
La cavité s'ouvre dans les calcaires jurassiques.

### Une fontaine salée
L'eau a la particularité d'être saumâtre du fait de la régression de la Méditerranée (entre 1 000 et 1 200 m) au Miocène supérieur (Messinien) il y a plus de 5 millions d'années qui entraîna une karstification sous le niveau marin actuel,[source insuffisante]. Sa température reste constante tout au long de l'année (17-18 °C). Son débit est le plus important de la région avec en moyenne 2,11 m3/s.

## Exploration

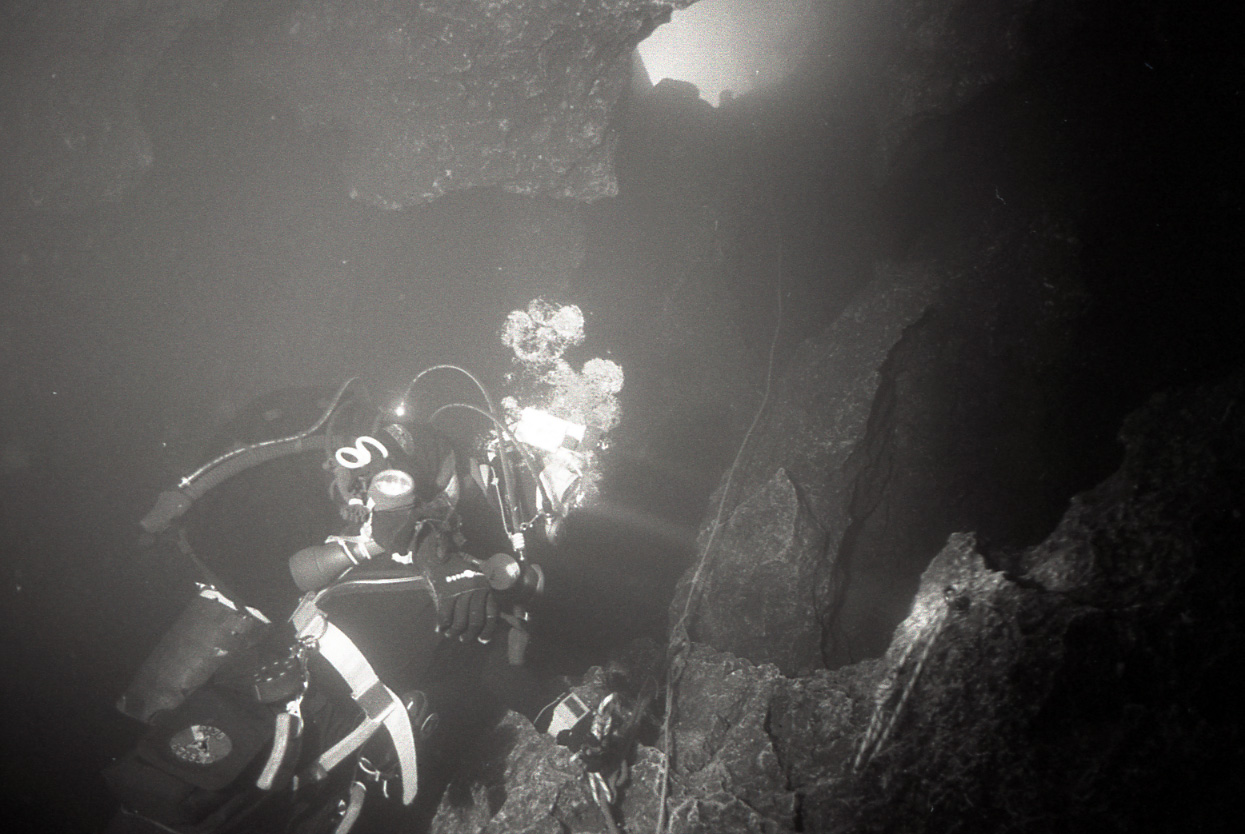
Plongeur au départ de la galerie sud.

Entièrement noyé, le réseau est exploré en technique de plongée souterraine. L'apport des recycleurs et des mélanges synthétiques a permis de repousser à −312,1 mètres la profondeur maximum connue, cet exploit a été réalisé en 2024 par le plongeur professionnel Xavier Méniscus. À cette même date, son extension atteint les 2 900 mètres.
La construction de l'autoroute A9 exploitée par la société ASF, ainsi que les accidents successifs de plongée ont entraîné d'importantes restrictions d'accès à cette cavité.

### Historique des explorations
Les explorations ont commencé en 1949 par MM. Dupas et Geroges. Dans les premiers temps, la cavité voit passer quelques grands noms comme Jacques-Yves Cousteau en 1951 et Haroun Tazieff,. La profondeur atteinte en 1955 est de 50 mètres, les techniques de l'époque ne permettant pas de descendre plus bas.
Dans les années 1970, Claude Touloumdjian parvient à −90 m  pour 850 mètres de galeries explorées.
En 1991, l'ARFE (Association de Recherches de Font Estramar) est créée et la profondeur de −164 m est atteinte le 15 août 1997 par Cyrille Brandt.
Pascal Bernabé poursuit jusqu'à −184 m le 4 juin 2006.
Jordi Yherla, plongeur catalan, descend à −191 m sans trouver de suite au siphon en juillet 2013.
Quelques jours plus tard, Xavier Méniscus trouve la suite et descend à −192 m, au bord d'un puits vertical. Le 16 août 2013, Xavier Méniscus, équipé de double recycleur et aidé par une grosse équipe internationale, poursuit l'exploration de la cavité dans le puits du Loukoum géant situé à 513 mètres de l'entrée, jusqu'à la profondeur de −248 mètres, portant le développement de la cavité à environ 2 900 mètres,.
En juillet 2015, Xavier Méniscus, avec l'aide d'une quinzaine d'équipiers, repousse l'exploration d'une trentaine de mètres à la profondeur de −262 mètres.
En juin 2019, Xavier Méniscus poursuit son exploration sur une distance de 50 m à l'horizontale à la profondeur de 262 mètres pour atteindre la lèvre d'un nouveau puits vertical.
Après ces quatre explorations, le 30 décembre 2019 Xavier Méniscus descend jusqu'à −286 mètres dans les entrailles de Font Estramar, à une distance de 1 020 m de l'entrée,, lors d'une plongée de 11 h. Il bat ainsi le record du monde de plongée souterraine jusque là détenu par Nuno Gomes (−283 m à Boesmansgat).
Le 3 novembre 2023, le plongeur marseillais Frédéric Swierczynski atteint la profondeur de −308 mètres au cours d'une plongée de 8 heures. Il s'arrête devant le vide après avoir tiré 70 mètres supplémentaires de fil d'Ariane.
Le 6 janvier 2024, le plongeur Xavier Méniscus retourne une 6e fois explorer le gouffre de Font Estramar pour atteindre la profondeur de −312,10 m sur un fond sablonneux.

### Accidents de plongée
L'accident mortel de Jean-Claude Guiter en 1955 provoqua une interdiction temporaire de plongée. Le plongeur n'ayant pas été retrouvé, la portion de galerie où son corps est supposé reposer est obstruée. Quelque temps plus tard, le corps est cependant retrouvé, coincé dans une cheminée.
Un autre plongeur meurt dans Font Estramar en mai 2008.
Le 24 mai 2012, un spécialiste du lieu, le Gruissanais Jean-Luc Armengaud y perd également la vie,.
On recense également, le 23 janvier 2016, le décès d'un plongeur sétois d'une cinquantaine d'années, puis le 10 juin 2017 le décès d'un finlandais de 44 ans.
Le cascadeur belge Marc Sluszny disparaît dans un accident de plongée le 28 juin 2018 ; le 9 juillet suivant, Laurent Rouchette, un plongeur-spéléologue du Spéléo Secours Français, décède pendant la recherche du corps,.
Le 19 juillet 2023, un plongeur expérimenté originaire du Puy-de-Dôme a perdu la vie en regagnant la surface. Il était âgé de 63 ans.